# Баклан береговий
Баклан береговий (Phalacrocorax neglectus) — вид сулоподібних птахів родини бакланових (Phalacrocoracidae).

## Поширення
Вид поширений вздовж морського узбережжя Намібії та західної частини ПАР. Живе у прибережних водах; на суші рідко реєструється на відстані понад 15 км від берега. Загальна чисельність виду становить 7500 птахів.

## Опис
Птах завдовжки близько 75 см. Оперення чорне із бронзовим відблиском, а крила мають темно-коричневий колір. Крижі білі. На голові є невеликий гребінь на голові.

## Спосіб життя
Основною їжею птаха є раки Jasus lalandii. Живиться іншими ракоподібними та дрібною рибою. Може розмножуватися в будь-який час року, відкладаючи два-три крейдяно-білих яєць у гнізді, побудованому з водоростей та гуано.